# 앉아있는 서기
앉아있는 서기(프랑스어: Le Scribe accroupi, 영어: The Seated Scribe)는 고대 이집트 예술의 대표작으로, 앉아서 무언가를 쓰고 있는 이집트 서기관의 모습을 묘사하였다. 이 작품은 1850년 사카라의 스핑크스 골목 북쪽으로 사카라의 세라페움으로 향하는 길 인근에서 발견되었으며, 그 연대는 이집트 고왕국 시대였던 기원전 2450년~2325년경 제5왕조 시기, 혹은 기원전 2620년~2500년경 제4왕조 시기로 추정된다. 현재 루브르랑스 (루브르 박물관 랑스 분관)에 소장되어 있다.
석회암 조각상에 채색 및 장식을 단 작품으로, 눈은 암석 수정, 마그네사이트 (탄산마그네슘), 구리와 비소 합금 상감으로 만들어 붙였으며, 젖꼭지 부분은 나무로 제작해 부착하였다.

## 상세
기본적으로 채색된 석회암 조각상이며, 묘사 대상은 앉아 있는 사람 (서기관)이다. 흰색 치마를 다리에 둘러 무릎까지 뻩어 있는 차림이며, 반쯤 말린 파피루스를 들고 있다. 가장 눈에 띄는 부분은 사실적인 묘사가 드러나는 얼굴 부분으로, 경직되고 묘사도 덜한 몸체와 대조를 이룬다. 인물의 손 역시 손가락과 손톱까지 섬세하게 조형되어 있다. 손이 취한 자세는 필기할 때의 자세다.

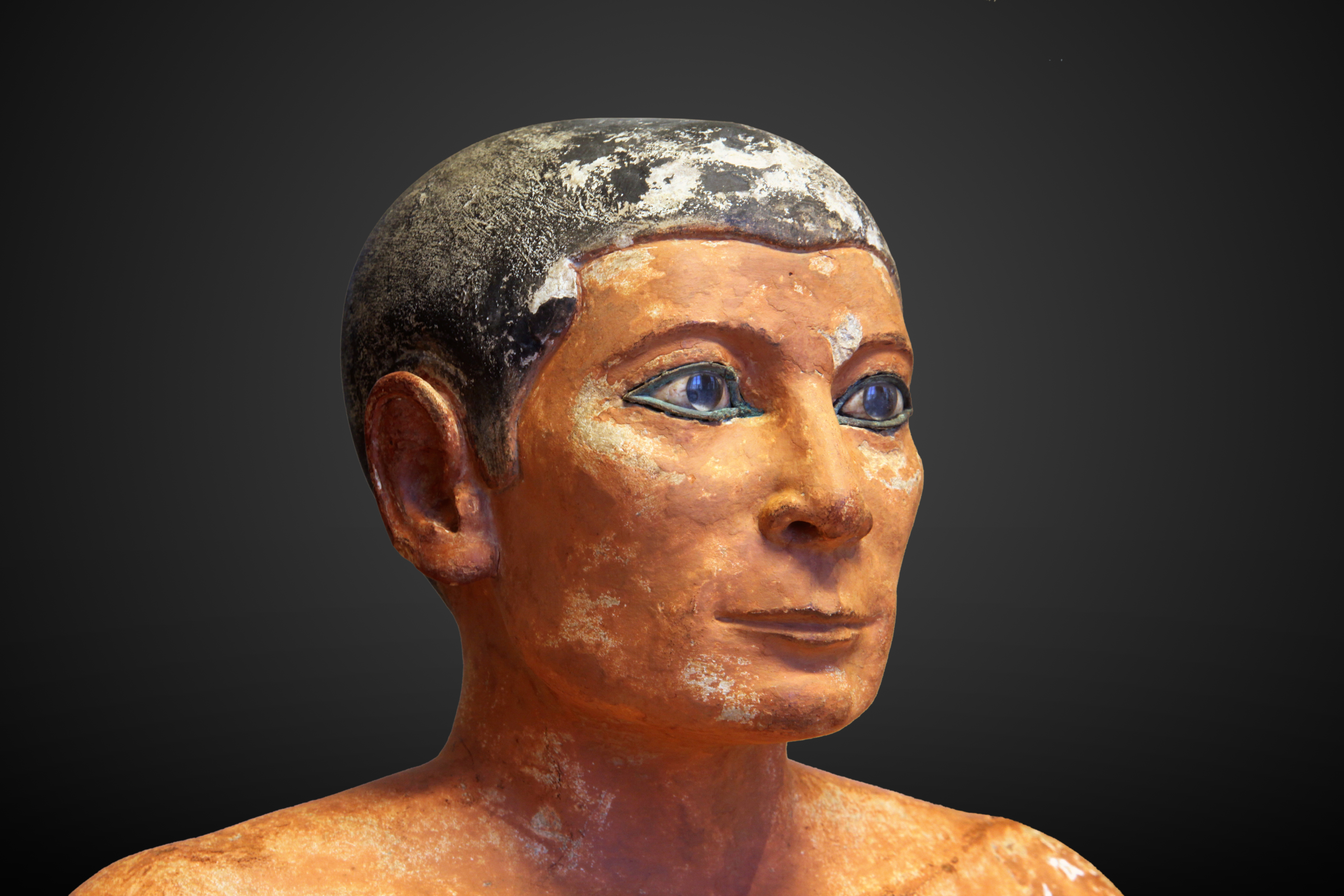
두상 부분

제작자는 조각상의 눈에 특별한 관심을 기울인 것으로 보인다. 인물의 두 눈은 붉은결을 띈 흰색 마그네사이트 조각으로 흰자위를 만들고, 그 안에 광택이 나는 검은 암석 조각을 정교하게 박아넣어 풍부한 디테일을 살려냈다. 수정의 뒷면은 유기물질 층으로 덮어, 홍채에 푸른 빛을 돌게 하는 동시에 석회암에 붙는 접착제 역할을 하도록 하였다. 여기에 구리로 제작된 두 개의 고정핀이 각각의 눈을 제자리에 고정하고 있다. 눈썹은 짙은 유기물 물감을 써서 미세한 선으로 그려넣어 표시하였다.
서기의 몸은 부드럽고 살짝 과체중인 체형으로, 모델이 평소 건강하면서도 육체 노동을 할 필요가 없는 지위에 있었음을 드러내고 있다. 평상시 자신이 일하는 곳에서 취하는 대로 책상다리 자세로 앉아 있다. 그의 표정은 기민하고 세심하며, 바라보는 이가 말을 시작하기를 기다리는 듯이 응시하고 있다. 무릎 위에는 미리 만들어 놓은 파피루스 두루마리 올려놓았지만 글을 쓰는 데 사용되는 갈대 붓은 쥐고 있지 않다. 두 손은 무릎 위에 올려놓았다. 오른손은 누군가 말하는 것을 보면서 벌써부터 글을 쓰기 시작한 것처럼 종이를 가리키고 있다. 동시에 검은 윤곽선을 그려넣은 두 눈으로 보는 이를 고요히 바라보고 있다.

## 역사
<앉아있는 서기> 상은 1850년 11월 19일 이집트 사카라에서 프랑스 고고학자 오귀스트 마리에트가 세라페움 유적의 스핑크스 길목 북쪽에서 발견하였다. 보다 구체적으로는 카이 (Kai)라는 관리의 무덤 근처에서 발견되었다고 알려져 있으나, 안타깝게도 발굴 관련 문서가 마리에트 사후에 출판되었고, 원본 발굴 일지는 손실되었기 때문에 정확한 위치는 알 수 없게 되었다.

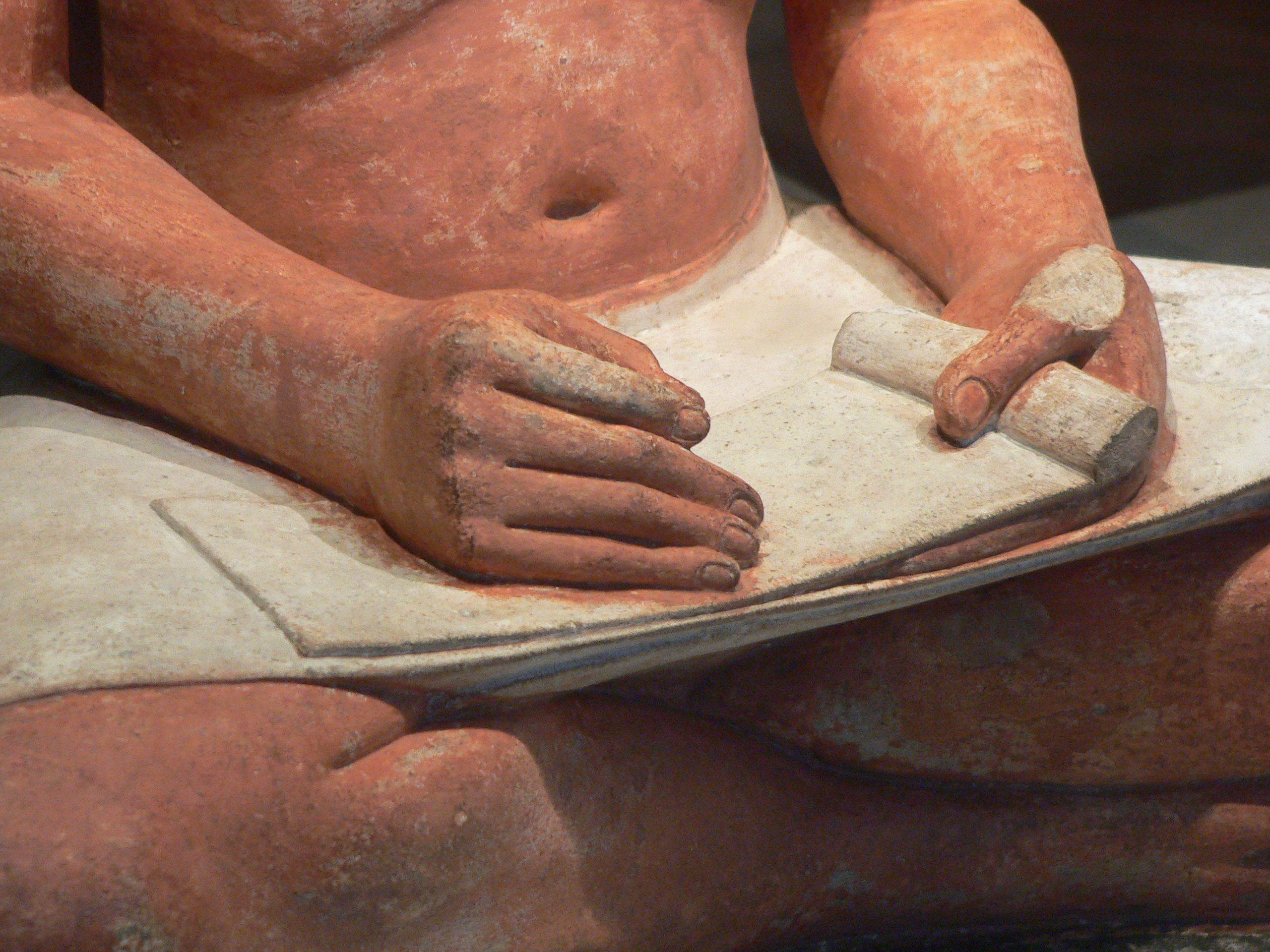
손 부분

조각상의 모델이 누구인지는 미스터리로 남아 있다. 조각상을 받치고 있는 기단부가 반원형으로 되어 있는데, 이 같은 형태는 더 큼직한 바위조각 위에 올려둘 것을 감안한 것이며, 그 바위에 모델의 이름과 작품 제목을 새겼을 것으로 보인다. 또 모델이 취하고 있는 다소 특이한 자세로 미뤄봤을 때 이집트 직계왕족의 구성원으로 보이나, 파라오 본인은 아니라는 추측이다.
조각상의 제작연대는 기원전 2620-2500년의 제4왕조 시대로 거슬러 올라가며, 당시 고관이었던 페헤르네페르와 연관짓는 경우가 많다. 양식 면에서의 몇가지 특징, 비정상적으로 얇은 입술, 넓은 가슴과 몸통 자세가 제4왕조설의 근거로 제기된다. 다만 연대추정 자체가 확정된 것은 아니어서 제5왕조 (기원전 2450-2325년경), 늦으면 제6왕조까지 추정하는 경우도 있다. 일각에서는 제4왕조 시대까지는 서기상이 '쓰는 자세'로 표현되었다면, 제5왕조 이후의 서기상은 주로 '읽는 자세'로 묘사되었다는 점에서 연대가 좀 더 이르다고 추정하기도 한다.
이집트의 파라오와 고위 관리들은 자신을 모시는 하인들을 특정 형태의 그림이나 조각상으로 묘사하여, 죽고 나서 저승에서의 삶을 살아갈 때 그 하인들도 함께 따라와 계속 모시도록 하였다. 이집트에서 서기관들은 읽고 쓸 줄 아는 극소수의 고급인력에 속했으며, 높은 보수와 명성을 쌓을 수 있는 직업이었다. 고대 이집트에서 대부분의 백성들은 문해력이 필요하지 않은 소작농이었고, "일부 왕족과 고위층 인사, 관리, 사제, 군장교는 문해력을 갖췄으나, 모든 수준의 국가 운영을 위해서는 서기관이 필요하였다". 서기관은 이집트의 일상 생활과 관련된 다양한 사무에서 활약하였으며, 세금 징수에서부터 광업, 상업, 전쟁 등의 활동을 위한 인력 조직에 이르기까지 그 부문도 다양했다. 피라미드 건축과 같은 건설계획에서도 제 역할을 하였으며, 통치자와 일반 백성 간의 의사소통을 도왔다.
- 옆면
- 뒷면
- 손
- 서기상_(분류번호 A42 A 42) - 루브르 박물관이 소장중인 제5왕조 시기의 또다른 좌상

## 같이 보기
- 고대 이집트의 서기관 목록